# Loire (megye)
Loire (IPA: [lwaʁ]; arpetánul: Lêre, okcitánul: Léger) a 83 eredeti département egyike, amelyeket a francia forradalom alatt 1790. március 4-én hoztak létre.

## Elhelyezkedése
Franciaország délkeleti részén terül el, Auvergne-Rhône-Alpes régió (2015 végéig Rhône-Alpes régió) része. A megyét keletről Rhône, délről Isère és Ardèche, nyugatról Haute-Loire és Puy-de-Dôme, északról pedig Allier és Saône-et-Loire megyék határolják.

## Települések
A megye legnagyobb városai 2011-ben:
| Település     | Népesség |
| ------------- | -------- |
| Saint-Étienne | 170 049  |
| Roanne        | 36 147   |
| Montbrison    | 15 324   |
| Feurs         | 7 921    |

## Galéria

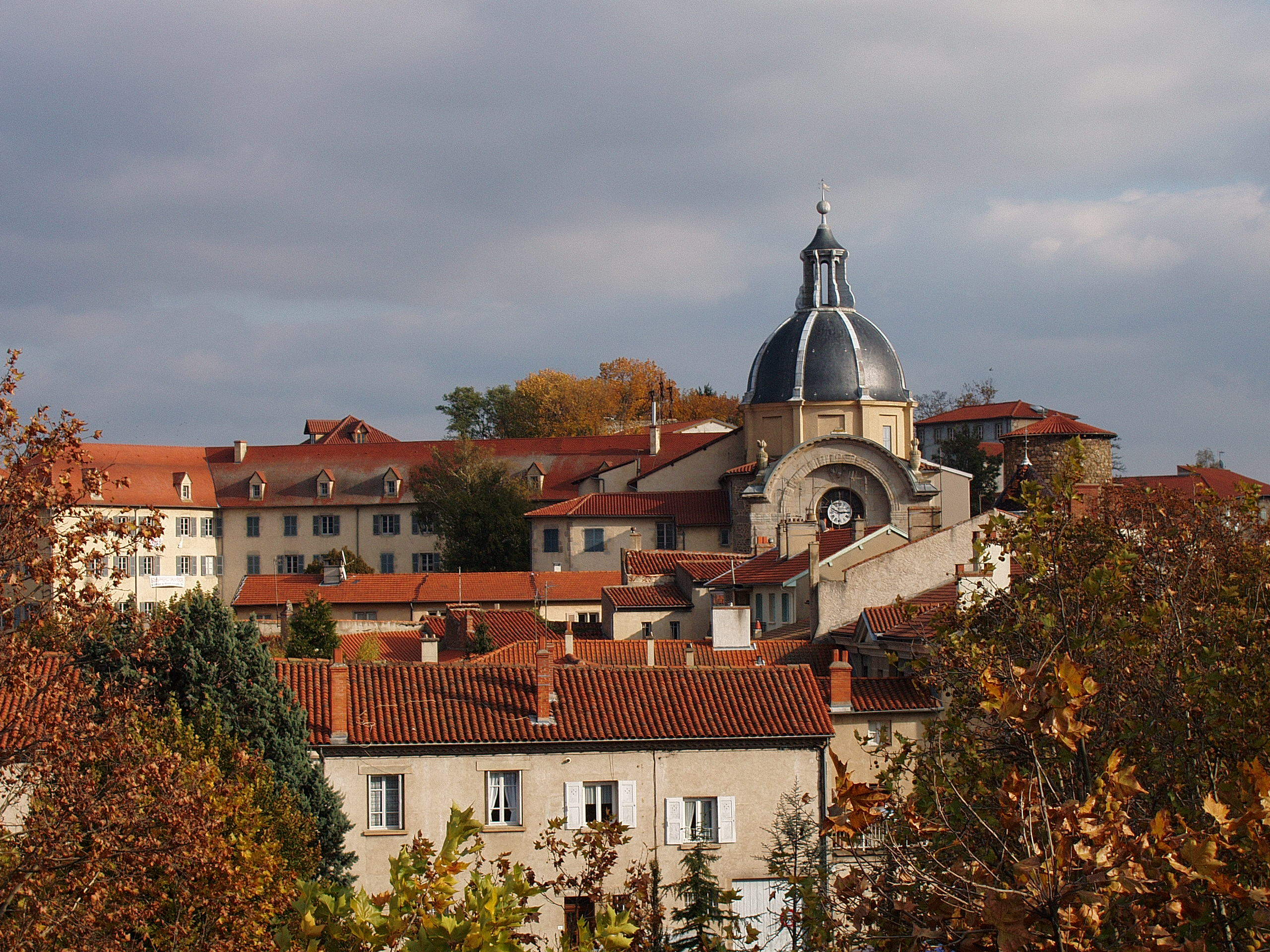
Montbrison
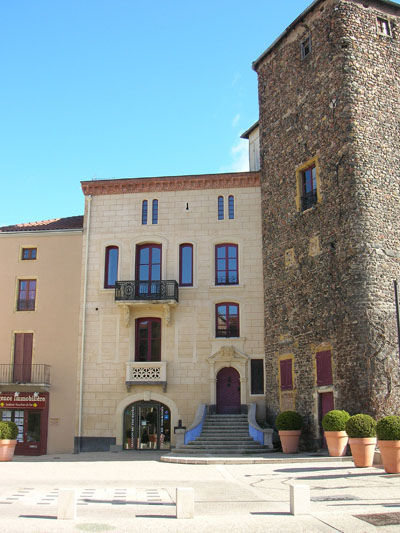
Roanne
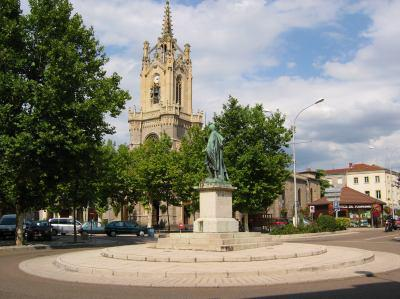
Feurs